# St. Wenzel (Peißen)

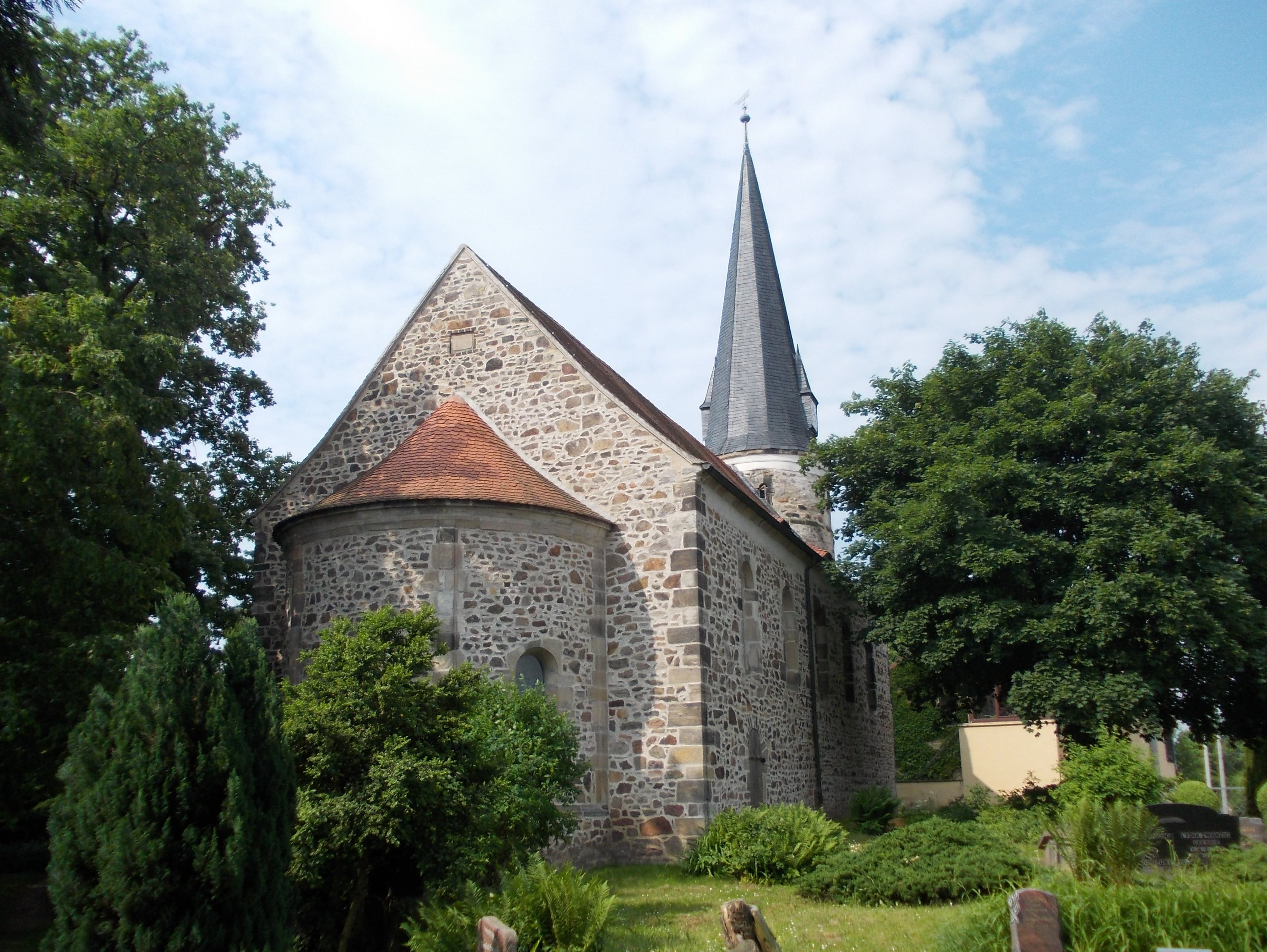
Peißen, St. Wenzel, Ansicht von Osten

St. Wenzel ist eine denkmalgeschützte evangelische Kirche im Ortsteil Peißen der Stadt Landsberg in Sachsen-Anhalt. Im örtlichen Denkmalverzeichnis ist sie unter der Erfassungsnummer 094 55485 als Baudenkmal verzeichnet. Sie gehört zum Pfarramt Hohenthurm im Kirchenkreis Halle-Saalkreis der Evangelischen Kirche in Mitteldeutschland.

## Geschichte
Um 950 wurde in Peißen ein Rundturm aus Bruchsteinmauerwerk errichtet, der den Einwohnern als Fluchtturm diente. Die Einwohner Peißens konnten sich über in ca. 10 Meter Höhe befindlichen, heute vermauerten Maueröffnungen mittels Leitern in das Innere des Turmes zurückziehen. Ein ähnlicher Turm findet sich auch in Hohenturm. Um 1200 wurde ein romanisches Kirchenschiff an den Turm angefügt. Die Kirche wurde dem Heiligen Wenzel geweiht. 1470 wurde die Innenausstattung erneuert. Im 17, Jahrhundert erlitt die Kirche schwere Schäden und wurde nach 1680 wieder aufgebaut. 1701 wurde die Kirche im barocken Stil umgebaut und erweitert, 1703 wurde dieser Umbau abgeschlossen und die Kirche als St. Trinitatis neu geweiht. 1704 entstand ein Kruzifix. 1852 wurde die Kirche im Stil des Historismus umgebaut und eine neue Innenausstattung geschaffen. Im selben Jahr entstand auch die heutige Eingangshalle auf der Nordseite. 1890 erhielt der Turm eine 13,8 m lange, spitze Haube. 1953 wurden die Fenster erneuert, ab 2006 wurde der Innenraum nach Gesichtspunkten des Denkmalschutzes saniert und dabei die einstige Farbfassung wiederhergestellt. 2021 wurde dieses Vorhaben abgeschlossen.

## Architektur und Ausstattung
Der Westturm der Kirche besitzt einen kreisförmigen Grundriss, er ist aus Bruchsteinmauerwerk errichtet. Der Schaft des Turmes ist, ebenso wie der Spitzhelm, 13,8 Meter hoch. Die Schallfenster sind als romanische Biforien gestaltet. Vermauerte Öffnungen in ca. 10 Metern Höhe künden von der einstigen Nutzung als Fluchtturm. Das Kirchenschiff ist einschiffig und als Saalbau ausgeführt, der Chorraum wird durch eine kleine, halbrunde Apsis gebildet. Eckquaderungen zieren die Ecken des Kirchenschiffes. Die Eingangshalle ist auf der Südseite angefügt. Die Fenster sind als Rundbogenfenster ausgeführt.

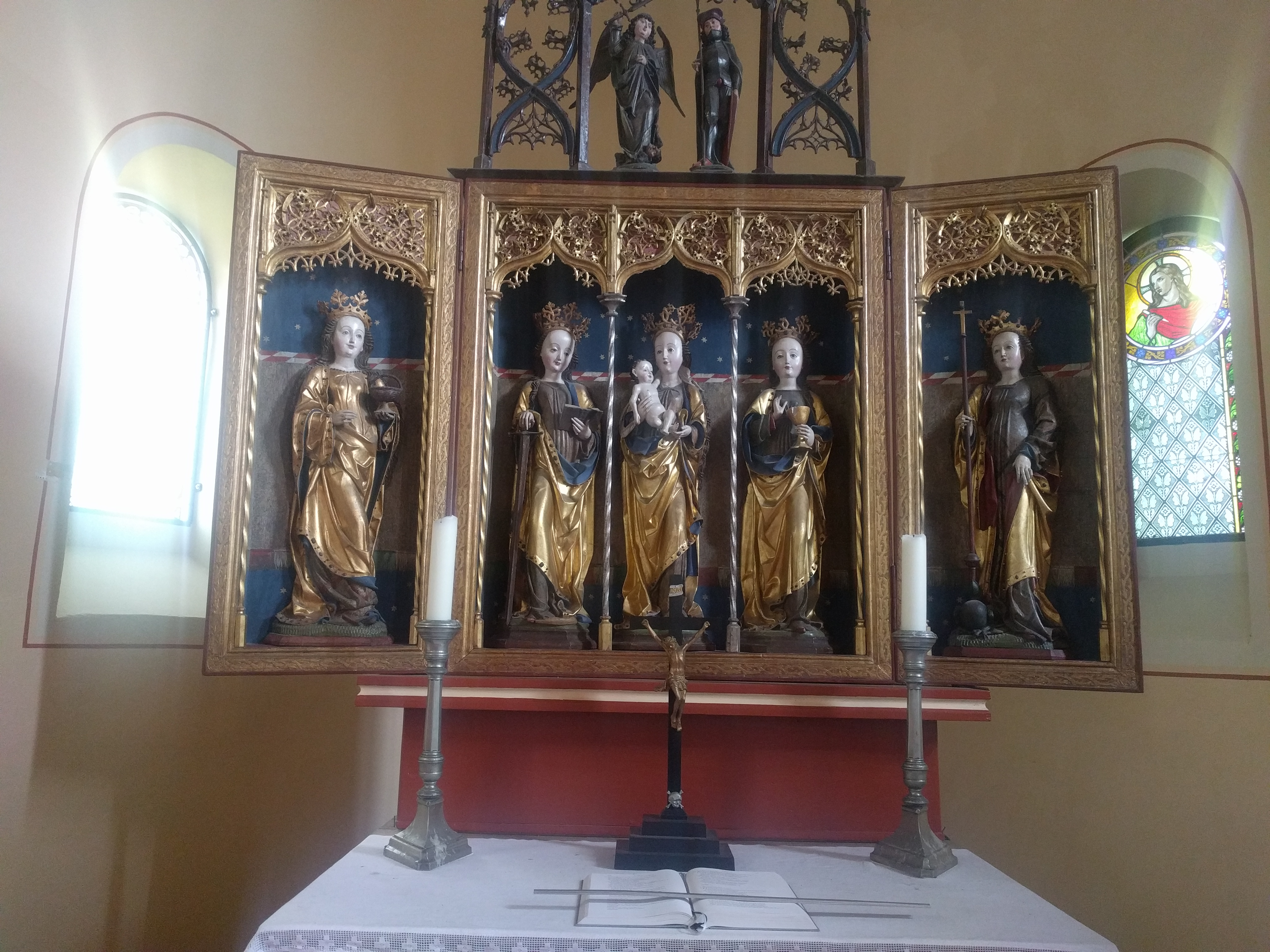
Altar

Die Decke des Innenraumes ist als flache Holzkassettendecke gestaltet. Die Apsis besitzt ein Tonnengewölbe. Der gotische Schnitzaltar zeigt in qualitätvoller Arbeit verschiedene Heiligenfiguren und eine gotische Bekrönung. Der Taufstein aus romanischer Zeit ist sehr massiv und kelchförmig. Er ist mit Symbolen und Rundbogenfriesen verziert. Auf der Südseite des Kirchenschiffes ist ein großes Kruzifix angebracht, welches 1852 wegen seines „schauerlichen Eindrucks“ auf dem Kirchhof vergraben und erst 1953 wieder in die Kirche verbracht wurde. Die Fenster im Altarraum zeigen zwei Brustbilder von Christus. Die Empore ist eingeschossig und hufeisenförmig.

## Orgel
Die heutige Orgel wurde 1868 durch August Ferdinand Wäldner errichtet. Sie besitzt 13 Register auf zwei Manualen und Pedal. Sie ähnelt stark der Orgel in Hohenthurm. Der Prospekt ist in neoromanischen Formen gehalten. 2020 wurde er in karmesinroter Farbe gestrichen, was als einstige Farbgebung angenommen wird.

## Glocken
Der Kirchturm trägt heute zwei Glocken. Die Größere wurde 1483 gegossen und wiegt ca. 1400 kg. Sie ist reich verziert. Die kleinere Glocke wurde 2010 durch die Kunst- und Glockengießerei Lauchhammer gegossen und wiegt 580 kg. Beide Glocken sind elektrisch angetrieben und erklingen in der Tonfolge e′ – a′. Eine dritte Glocke, der u. a. ein „schlechter Klang“ bescheinigt wurde, ging 1917 verloren.